# Saidiya Hartman
Saidiya Hartman, née en 1961, est une écrivaine et universitaire américaine spécialisée dans les études afro-américaines. 
Elle est actuellement professeure à l'Université de Columbia.

## Biographie
Diplômée de l'Université de Wesleyan (1984) et ayant obtenu un doctorat à l'Université Yale en 1992, elle a été professeure au département d'Anglais et d'Études africaines américaines à l'Université de Californie à Berkeley de 1992 à 2006. Ceci avant de rejoindre Columbia, où elle enseigne aujourd'hui au département d'Anglais et de Littérature comparée. Saidiya Hartman a été directrice de l'Institut pour la recherche sur le genre et la sexualité à Columbia. Elle a fait partie du comité éditorial de la revue universitaire Callaloo et publié de nombreux articles dans les revues Small Axe, South Atlantic Quarterly, Brick, The New Yorker et The Paris Review.
Elle est l'autrice de Scenes of Subjection: Terror, Slavery, and Self-making in Nineteenth Century America (Oxford University Press,1997), Lose Your Mother: A Journey Along the Atlantic Slave Route (Farrar, Straus and Giroux, 2007) – traduit en français et préfacé par Maboula Soumahoro sous le titre À perte de mère, sur les routes atlantiques de l'esclavage (éditions Brook, 2023),– et Wayward Lives, Beautiful Experiments. Intimate Histories of Riotous Black Girls, Troublesome Women, and Queer Radicals (W. W. Norton, 2019).
D'après l'historienne Laure Murat, le livre À perte de mère de Saidiya Hartman est "un tour de force qui montre combien l'usage de la littérature en histoire permet de combler les béances de l'archive de l'esclavage" (Libération, 5 octobre 2023). En 2024, Saidiya Hartman publie un essai, intitulé Vies rebelles, mettant en exergue la vie d’Afro-Américaines qui ont fui le Sud ségrégationniste pour le Nord, au XIXe et XXe siècles.